# Pendrek
Pendrek je tudi slengovski izraz za gumijevko.
Pendrek je slovenska rolkarska revija, ki izhaja približno vsakih 6 mesecev.  Revija je brezplačna, financira pa jo slovenski rolkarski distributer Obsession. Prva številka je izšla leta 1998, vse številke pa so v A6 formatu.
Prispevke za revijo prispevajo pisci iz Slovenije in Hrvaške. Revija ni samo rolkarska, temeč je v številkah, ki so objavljene po zimski sezoni tudi veliko strani posevečnih deskanju na snegu. V skoraj vsaki številki je tudi nekaj strani namenjenih BMX dogajanju v Sloveniji in na Hrvaškem.
Poleg Slovenije in Hrvaške se v številkah pojavljajo prispevki ali članki iz preostalih balkanskih držav, po navadi so to članski o turnejah.
Za revijo so značilna tudi neobičajna poimenovanja člankov, primera: brazgotine - slike rolkanja, pazi ga! - intervju. Vsaka številka ima tudi uvodnik, ki je napisam v resnejšem tonu kot ostali članki v reviji.
Design revije je bil v prvih številkah podoben DIY punk publikacijam, kmalu po letu 2000 pa je ta slog zamenjal modernejši, minimalistični.
Ker revijo financira skoraj izključno Obsession, so v reviji reklame samo za tista rolkarska podjetja, ki jih uvaža ta uvoznik. Zaradi tega imajo revijo tudi samo tiste trgovine, ki prodajajo izdelke tega uvoznika. Poleg Obsessiona sta stalna sponzorja tudi podjetja DrogaKolinska (Cockta) in Mobitel.
Pendrek je včasih pomenil pomemben vir novic, vendar pa je to vlogo počasi izgubil z množično dostopnostjo interneta. Sedaj Pendrek objavlja sveže novice na svoji spletni strani.
Pendrek od leta 2000 prireja tudi svoje rolkarsko tekmovanje, ki se je prvih nekaj let odvijalo v Novi Gorici, sedaj pa se odvija v Kopru.